# Гедвіг Катарина Делагарді (1695-1745)
Гедвіг Катарина Делагарді (швед. Hedvig Catharina De la Gardie; 1695–1745) — шведська графиня, власниця салону і політикиня, член Партії «капелюхів».

## Біографія
Народилася в 1695 році в сім'ї графа Акселя Йохана Ліллі (Axel Johan Lillie (Lillje), 1666—1696) та його дружини Агнети Вреде (Agneta Wrede, 1674—1730).
У травні 1711 (за іншими даними 1709) вона вийшла заміж за графа Магнуса Юліуса Делагарді, який володів замком С'є.
У 1730-х роках Гедвіг Катаріна брала активну участь у справах партії «капелюхів», яку очолював Даніель Гепкен. Утримувала політичний салон, який відвідували французи. У 1734 році Карл Юлленборг доручив їй виступити як агент партії капелюхів і попросити французького посла Шарля де Кастеї забезпечити французьке фінансування партії. Політично активні салонні жінки піддавалися критиці, Гедвіг Катаріна не стала винятком.
У 1741 році, після смерті Гепкена, Делагарді перейшла до партії Карла Юлленборга, ставши в ній неформальним лідером і центральною фігурою. Коли через місяць помер її чоловік, Гедвіг Катарина переїхала зі своєю старшою дочкою Бритою Софією до Парижа. Тут вони прийняли католицизм, що у Швеції формально вважалося злочином. Гедвіг Катарина брала участь в аристократичному житті у вищому суспільстві і нерідко була гостею при королівському дворі у Версальському палаці.
Після смерті матері в Парижі в 1745 її дочка відчувала фінансові труднощі і пішла в монастир, ставши монахинею і доживши до 1797 року.
Діти, що народилися в сім'ї Гедвіг Катаріни та Магнуса Юліуса:
- Брита Софія Делагарді (1713—1797),
- Єва Делагарді (1724—1786),
- Понтус Фредрік Делагарді (1726—1791),
- Ульрик Густаф Делагарді[sv] (1727—1809),
- Карл Юліус Делагарді[sv] (1729—1786),
- Гедвіг Катарина Делагарді (1732—1800).